# Castel Colonna
Castel Colonna è un municipio di 1 072 abitanti del comune di Trecastelli nella provincia di Ancona nelle Marche. Fino al 31 dicembre 2013 è stato un comune autonomo.
Prima di assumere il nome di Castel Colonna nel 1921, l'ex-comune si chiamava Tomba di Senigallia.
A seguito di un referendum indetto il 19 e 20 maggio 2013 e la successiva approvazione del consiglio della regione Marche del 17 luglio 2013, il comune di Castel Colonna è confluito, in data 1º gennaio 2014, in Trecastelli al quale si sono aggregati gli ex comuni di Monterado e Ripe.

## Storia

### Simboli
Lo stemma di Castel Colonna si blasonava:
Il gonfalone era un drappo di rosso.

## Società

Territorio dell'ex comune di Castel Colonna nella provincia di Ancona

### Evoluzione demografica
Abitanti censiti

## Amministrazione
| Periodo        | Periodo          | Primo cittadino    | Partito                        | Carica  | Note  |
| -------------- | ---------------- | ------------------ | ------------------------------ | ------- | ----- |
| 27 giugno 1985 | 24 maggio 1990   | Cataldo Catalani   | Indipendente                   | Sindaco | [ 8 ] |
| 31 maggio 1990 | 24 aprile 1995   | Leandro Memè       | Democrazia Cristiana           | Sindaco | [ 8 ] |
| 24 aprile 1995 | 14 giugno 1999   | Giuseppa Fattori   | Centro-sinistra                | Sindaco | [ 8 ] |
| 14 giugno 1999 | 14 giugno 2004   | Giuseppa Fattori   | Centro-sinistra                | Sindaco | [ 8 ] |
| 14 giugno 2004 | 8 giugno 2009    | Massimo Lorenzetti | Centro-sinistra                | Sindaco | [ 8 ] |
| 8 giugno 2009  | 31 dicembre 2013 | Massimo Lorenzetti | Lista civica (Centro-sinistra) | Sindaco | [ 8 ] |

## Sport

### Calcio
La squadra del paese, il Castel Colonna calcio, gioca i campionati UISP.